# Wolf Traut

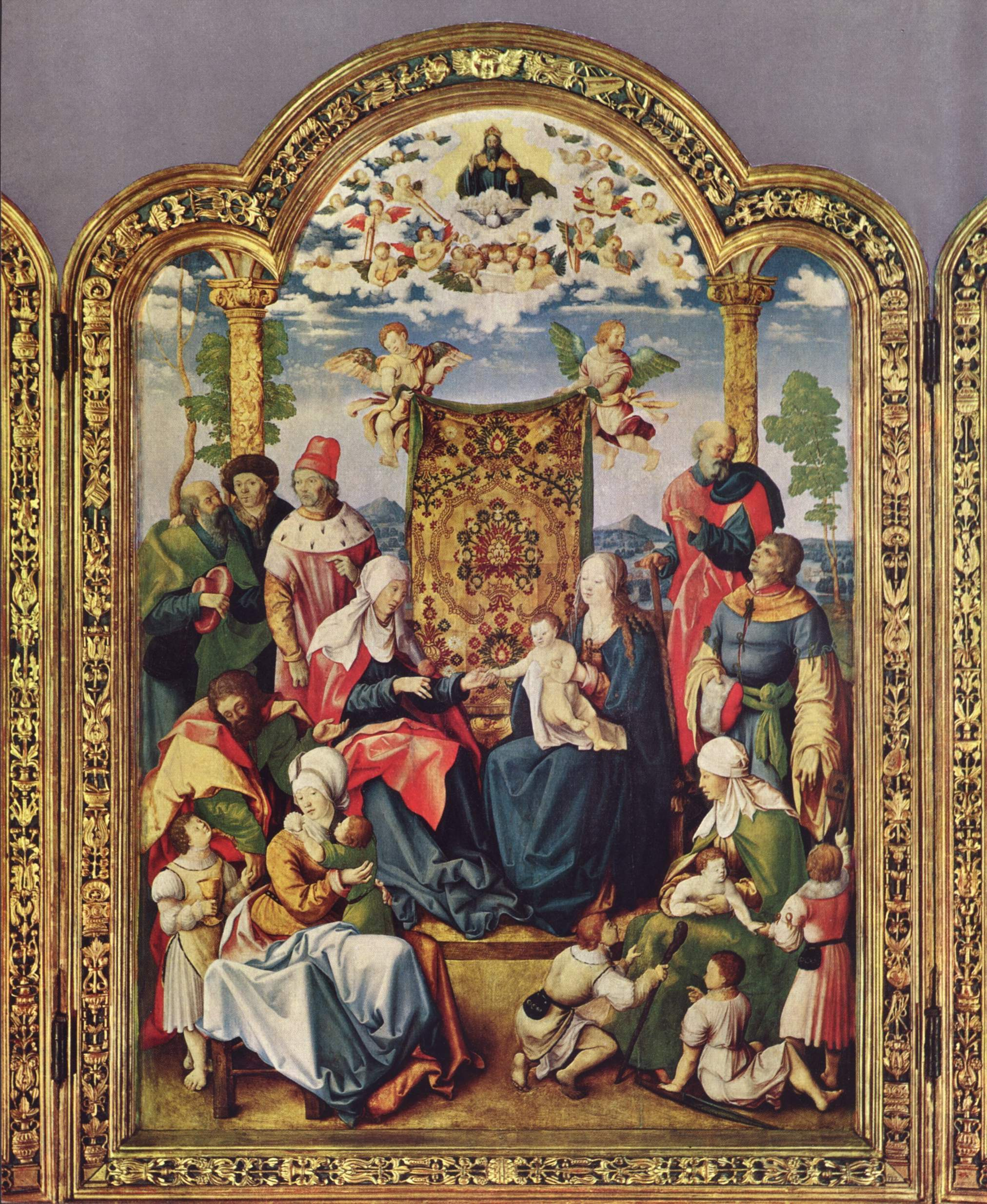
Artelshofener Altar

Wolf Traut (* um 1486 in Nürnberg; † im Sommer 1520 ebenda) war ein deutscher Maler, Zeichner und Grafiker der Renaissance.

## Leben und Wirken

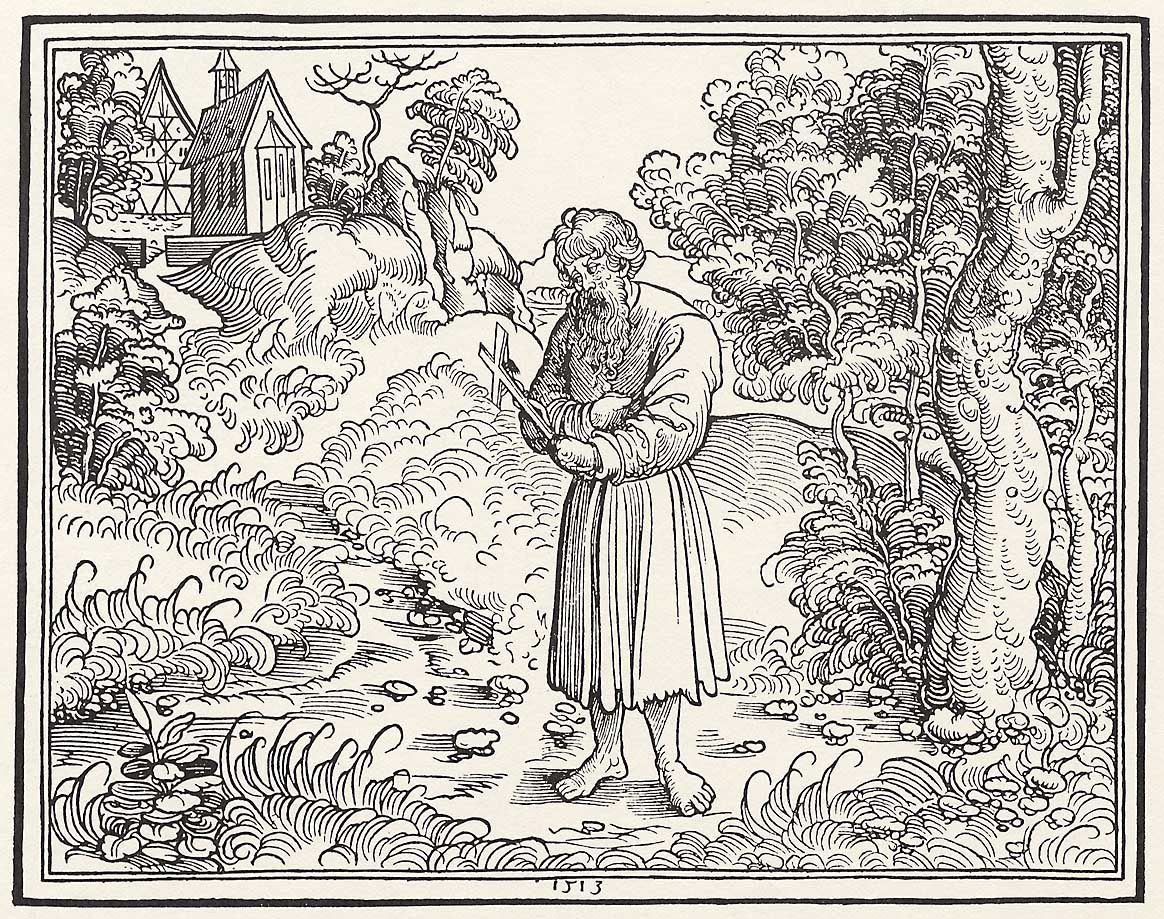
Einsiedler, Holzschnitt (1513)

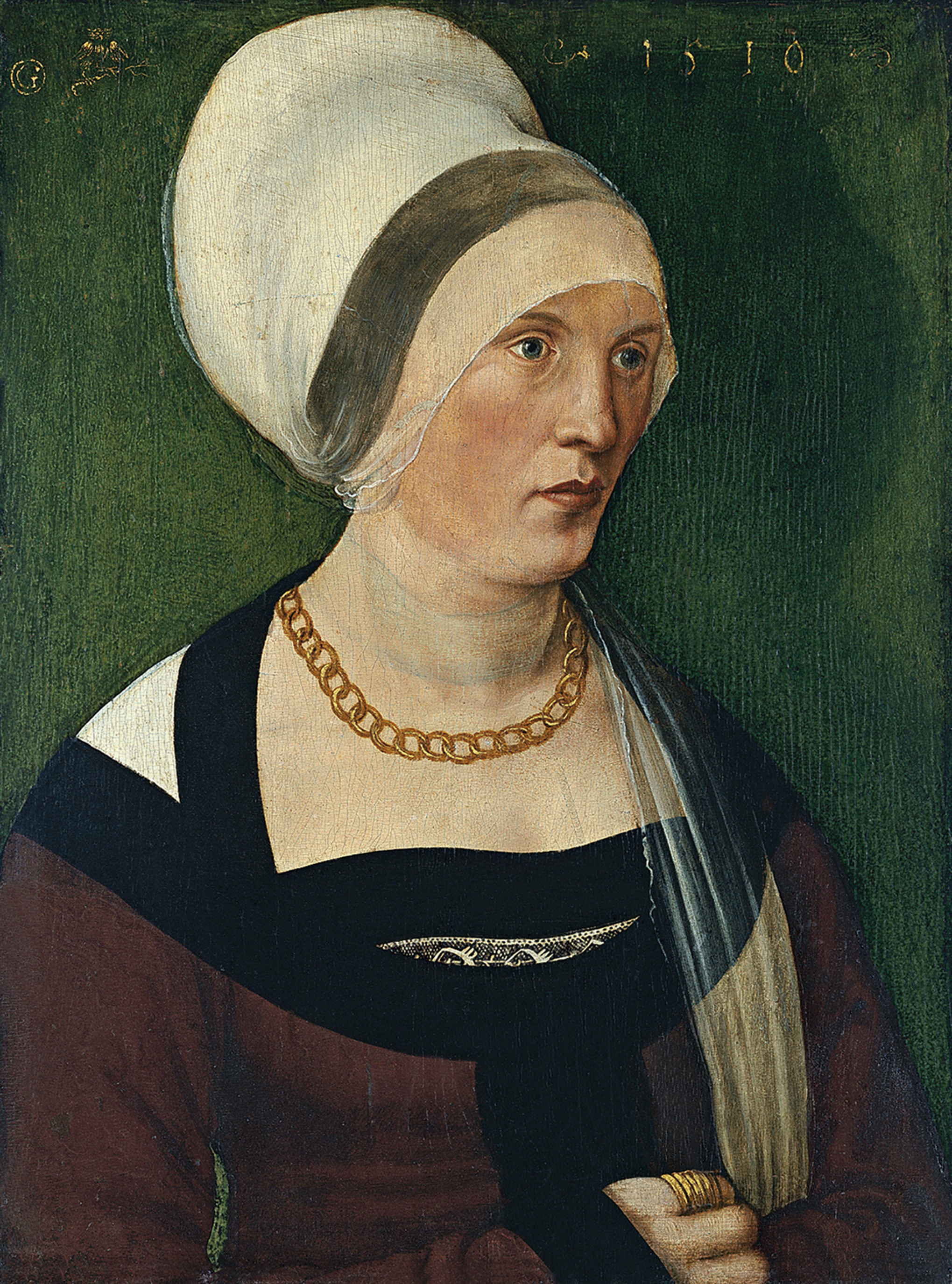
Porträt einer Frau, Sammlung Thyssen-Bornemisza, Madrid

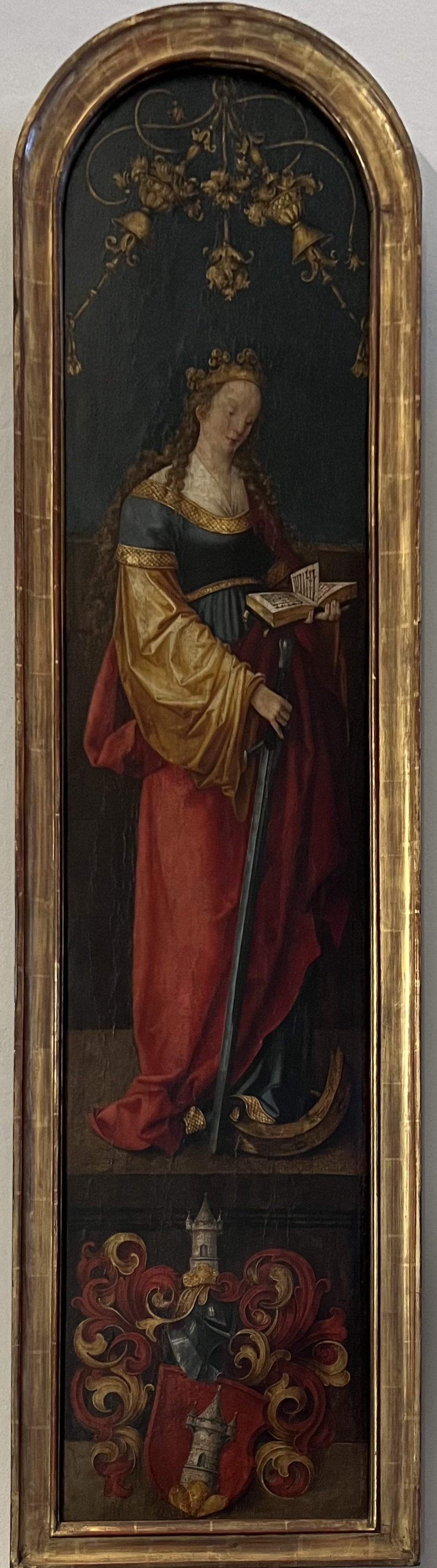
Flügel des Artelshofener Altars mit der Hl. Katharina, unten das nachträglich eingefügte Harsdorffer Wappen

Trauts Geburtsdatum ist nicht genau bekannt und wird in unterschiedlichen Quellen zwischen 1478 und 1490 angegeben. Auch die Familienverhältnisse sind unklar. Er wird teilweise als Sohn, dann wieder als Bruder oder als Neffe (Bruderssohn) von Johann (Hans) Traut bezeichnet. So wird Hans Traut als Name zweier Künstler angegeben, Hans Trau der Jüngere, war Maler, Hans Traut der Ältere ein Maler und Goldschmied, der aus Speyer stammte. Möglicherweise ging Traut bei Michael Wolgemut in die Lehre. Erstmals namentlich in Erscheinung trat er 1505. In diesem Jahr erschien das Buch Der beschlossen Gart des Rosenkrantz Mariae von Ulrich Pinder, das mit 13 Holzschnitten von Traut illustriert war. Andere Holzschnitte für dieses Buch stammten von Hans Baldung, Hans Schäufelein und Hans von Kulmbach. Zu dieser Zeit war er Mitarbeiter in der Werkstatt von Albrecht Dürer. 1514 entstand der Artelshofener Altar, der sich heute im Bayerischen Nationalmuseum befindet und der ihm zugeschrieben wird.
Als weitere Werke Trauts wurden das im Jahr 1502 geschaffene Altarblatt in der Pfarrkirche zum Heiligen Lorenz und ein Altarblatt in der Tuchmacherkapelle zur Heiligen Anna angesehen. Er schuf zudem um 1517 ein Bildnis von Sebald Bamberger (1498–1518), dem Abt des Klosters Heilsbronn.